# 東陽 (江東區)
東陽（日语：／ Tōyō */?）是東京都江東區的地名。郵遞區號為135-0016。

## 地理
東京都東京都江東區中央部，屬深川地域。為江東區役所所在地，是江東區的行政中心。北鄰千石，東接南砂、新砂，南連鹽濱，西通木場。
町域北邊有仙台堀川，南邊為汐濱運河，東邊是大橫川與大橫南川支川。町域北部有東西向橫十間川流經。橫十間川河畔建設為親水公園。

## 歷史
1967年（昭和42年）實施住居表示以前為「深川東陽町」。住居表示實施時，「深川東陽町」、「深川洲崎辯天町」、「深川加崎町」、「深川平井町」、「深川豐住町」與大橫川東側一帶整編為東陽一〜七丁目（一部分編入「南砂」），沿續至今（「深川木場」、「深川平久町」與大橫川西側一帶編為現在的「木場」）。

### 地名由來
地名來自位於舊西平井町、1900年（明治33年）開校的東陽小學校，但東陽小學校校名來由不明。

## 交通

### 鐵路
- 東京地下鐵東西線 ○東陽町站

### 巴士
町內有「東陽町站前」、「東陽操車所」、「東陽三丁目」、「東陽五丁目」、「東陽六丁目」、「東陽一丁目」、「豐住橋」、「江東區役所前」等巴士站。以下路線由東京都交通局運行。
- 都07系統（日语：都営バス江東営業所）（永代通（日语：永代通り））
- 木11系統（日语：都営バス深川営業所）（永代通）
- 錦13系統（日语：都営バス深川営業所）（大門通）
- 陽20系統（日语：都営バス江東営業所）（永代通）
- 門21系統（日语：都営バス臨海支所）（永代通）
- 龜21系統（日语：都営バス江東営業所）（永代通）
- 東22系統（日语：都営バス江東営業所）（四目通，永代通）
- 錦22系統（日语：都営バス臨海支所）（四目通，永代通）

### 道路
- 東京都道、千葉縣道10號東京浦安線（日语：東京都道・千葉県道10号東京浦安線）（永代通）
- 東京都道465號深川吾嬬線（日语：東京都道465号深川吾嬬町線）（四目通）
- 大門通

橋梁
- 仙台堀川（日语：仙台堀川）
  - 石住橋
  - 千田橋
  - 豐住橋
- 橫十間川（日语：横十間川）
  - 豐砂橋
  - 井住橋
  - 平住橋
  - 富士見橋（日语：富士見橋 (東京都)）
- 大橫川（日语：大横川）
  - 茂森橋
  - 大橫橋
  - 澤海橋
- 大橫南川支川
  - 辯天橋
  - 西洲崎橋
- 汐濱運河（日语：汐浜運河）
  - 南開橋
  - 東陽橋

## 設施
行政
- 江東區役所（日语：江東区役所）（東陽四丁目）

教育
- 區立小學校
  - 江東區立東陽小學校
  - 江東區立南陽小學校
- 區立中學校
  - 江東區立東陽中學校（日语：江東区立東陽中学校）
- 都立高等學校
  - 東京都立深川高等學校（日语：東京都立深川高等学校）
- 特別支援學校
  - 東京都立江東特別支援學校

公園
- 橫十間川親水公園（日语：横十間川親水公園）
- 木場公園（日语：木場公園）

## 備註
1. ↑  江東区の世帯と人口（住民基本台帳による） 区民部区民課 平成25年8月1日現在[永久]
2. ↑  東陽小學校『八十周年記念誌』1980年

## 外部連結
- 江東區官方網站 （页面存档备份，存于）